# Giovanna Astrua

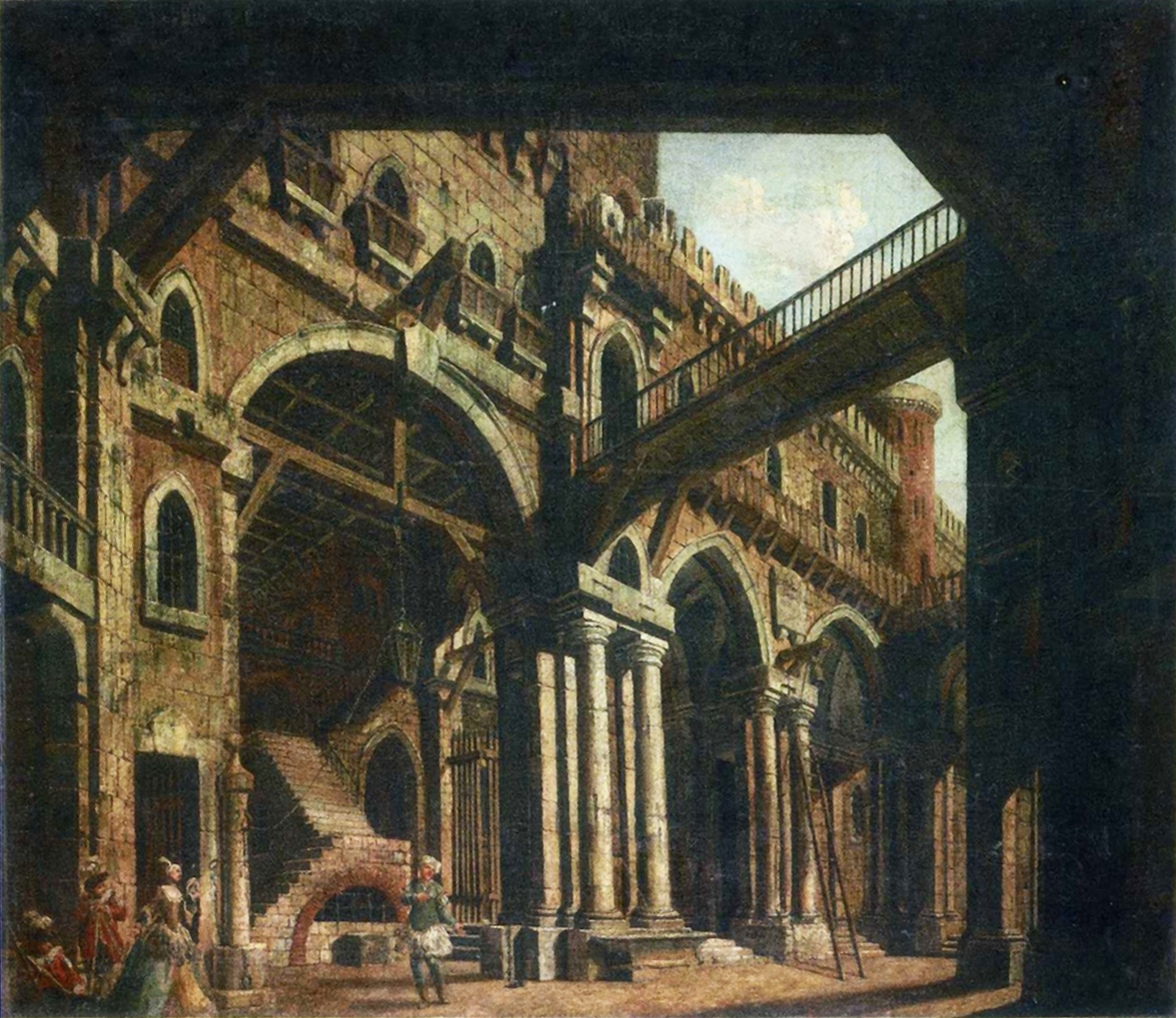
Szenenbild aus dem 3. Akt von Grauns Montezuma, 1755. Links unten sieht man wahrscheinlich Giovanna Astrua als Eupaforice

Giovanna Astrua (auch Astroa; * 1720 in Graglia bei Vercelli; † 28. Oktober 1757 bei Turin) war eine italienische Opernsängerin (Sopran bzw. Koloratursopran), die unter anderem in Neapel und an der Königlichen Oper in Berlin tätig war. Sie galt als „die schönste Stimme Europas“ (Voltaire).

## Leben
„[…] Der Oper gebührt wohl der Freudenpreis, / Wo alles, Hof und Stadt, wie berauscht / Dem Meistergesange der Astrua lauscht, …“

Über ihre Jugend ist nicht viel bekannt. Giovanni Battista Mancini berichtet, dass sie Gesang bei Ferdinando Brivio in Mailand studierte.
Ihr Debüt hatte Giovanna Astrua in der Saison 1738–1739 am Teatro Regio in Turin, in La clemenza di Tito von Giuseppe Arena und in Il Ciro riconosciuto von Leonardo Leo, neben Berühmtheiten wie Francesca Cuzzoni und dem als „Gizziello“ bekannten Sopranisten Gioacchino Conti (siehe unten Repertoireliste). Zu dieser Zeit stand sie in den Diensten des Carlo Emanuele di Savoia, trat jedoch zugleich auch an Opernhäusern in Venedig, Alessandria und Genua auf, unter anderem in Pietro Leone Cardenas Creusa am venezianischen Teatro San Samuele.
Laut Stählin versuchte der russische Hofkomponist Francesco Araja 1740 die Astrua an den Zarenhof zu holen, aber dies wurde von der Königin von Sardinien verhindert.
Stattdessen ging sie im Jahr 1741 nach Neapel, wo sie bis 1747 ein Dauer-Engagement als prima donna am Teatro San Carlo hatte, einem der bedeutendsten Opernhäuser Italiens. Sie sang dabei in Uraufführungen von Opern von Domenico Sarro, Leonardo Leo, Leonardo Vinci, Giuseppe de Majo und Gennaro Manna (siehe unten Repertoireliste), und in einer ganzen Reihe von Wiederaufnahmen von Werken Johann Adolph Hasses.

Ihr Bühnenpartner als primo uomo war während dieser Jahre Caffarelli, der nicht nur einer der berühmtesten Kastraten überhaupt, sondern auch für seinen schwierigen Charakter berüchtigt war, und mit dem die Astrua es offenbar nicht immer leicht hatte. Eine Anekdote berichtet, dass er im Januar 1745 in Hasses Antigono, während eines gemeinsamen Duetts, versuchte, die Astrua vor dem Publikum „auszustechen“ und zu blamieren, und zwar so unverschämt, dass er dafür mit einem Gefängnisarrest bestraft wurde.

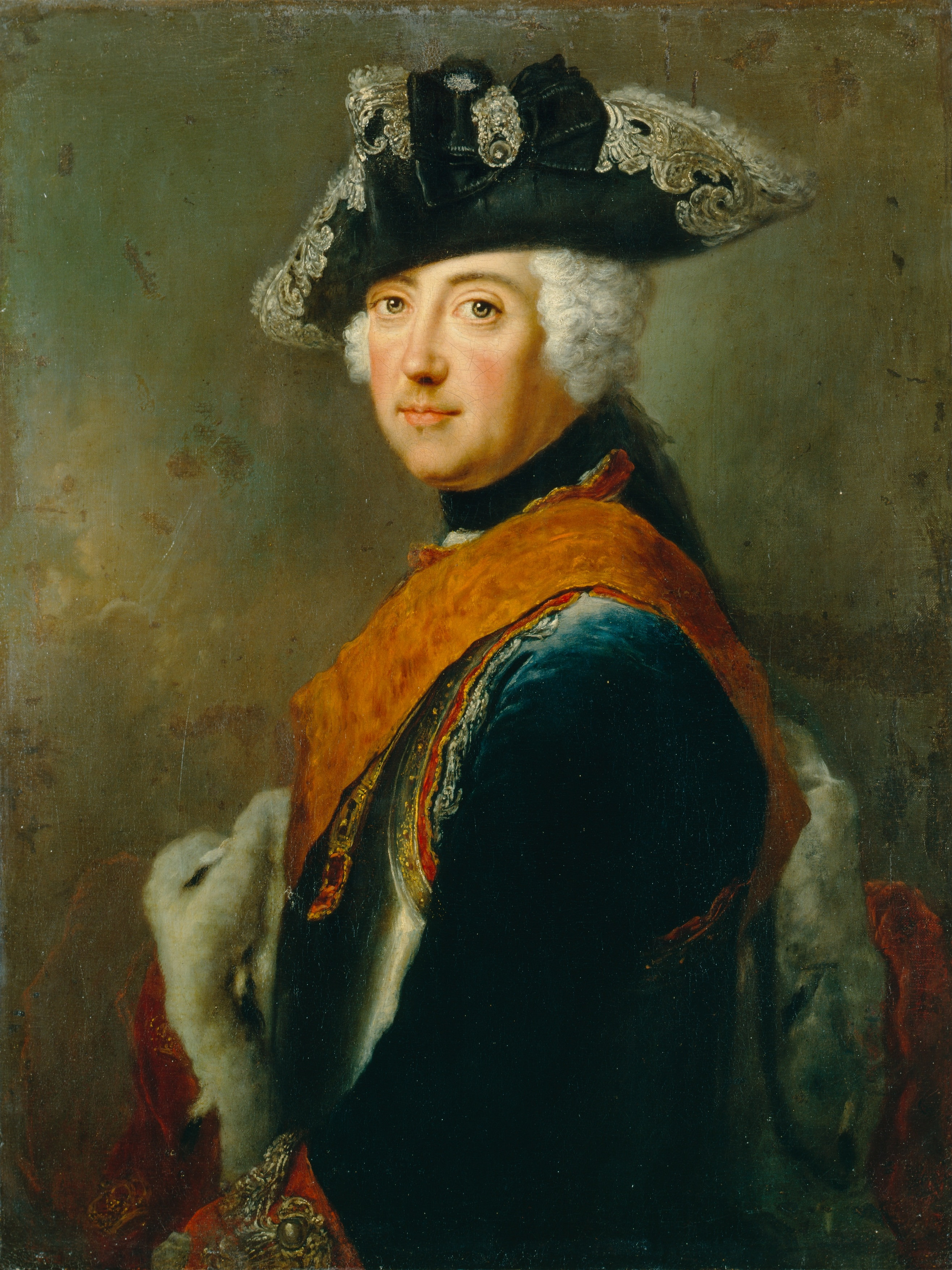
Friedrich II. von Preußen, 1745

Laut Fétis hörte der preußische Hofkomponist und Sänger Carl Heinrich Graun die Astrua während einer Italienreise im Jahr 1745 und war von ihrem Talent so begeistert, dass er sie an den königlichen Hof nach Berlin holte, wo sie von 1747 bis 1756 angestellt war.
Kurz nach ihrer Ankunft in der preußischen Hauptstadt berichtete Friedrich der Große – selber ein begeisterter Musikkenner, Flötenspieler und Komponist – seiner Schwester Wilhelmine von Bayreuth am 20. Juni 1747:

« […] Cette chanteuse est réellement surprenante; elle fait des arpeggios comme les violons, elle chante tout ce que la flûte joue avec une agilité et une vitesse infinie. Jamais la nature, depuis qu’elle se mêle de fabriquer des gosiers, n’en a fait de pareil. Cette femme, avec tous ses talents et sa belle voix, a encore le mérite d’être très-raisonnable, bonne et sage; il est bien rare de trouver tant de perfections ensemble. […] »

„[…] Diese Sängerin (die Astrua; Anm. d. V.) ist wirklich erstaunlich; sie macht Arpeggien wie die Violinen, und singt Alles, was die Flöte spielt, mit unendlicher Agilität und Lebhaftigkeit. Niemals hat die Natur, seit sie sich darum kümmert, Kehlen zu fabrizieren, etwas Ähnliches hervorgebracht. Diese Frau, mit all ihren Talenten und ihrer schönen Stimme, hat außerdem das Verdienst, sehr vernünftig, gutmütig und klug zu sein; es ist wirklich selten, so viele Vollkommenheiten auf einmal zu finden. […]“

Über Giovanna Astruas launisches Wesen urteilte er:

„Die Astrua und Caristini haben neue Hendel und fordern den Abscheit, es ist des Teufels Crop, ich wollte daß sie der Teufel alle holte, die Canalien bezahlet man zum plaisir und nicht fecsirerei von ihnen zu haben.“

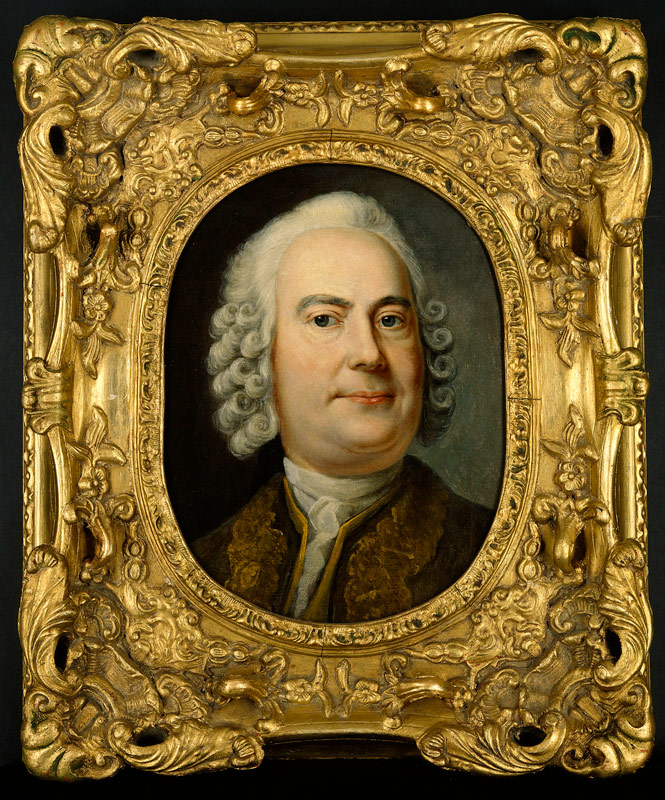
Carl Heinrich Graun, um 1750

In Berlin sang die Astrua vor allem als prima donna in Opern von Carl Heinrich Graun, in Cinna (1748), Angelica e Medoro (1749), Fetonte, Mitridate (1750), Britannico (1751), Orfeo (1752), Silla (1753), Semiramide (1754), Montezuma und Ezio (1755). Graun rückte ihre exzeptionellen Fähigkeiten unter anderem in virtuosen Bravourarien ins rechte Licht, wie in der seinerzeit berühmten Arie Mi paventi il figlio indegno aus dem Britannico (1751), die später noch zum Repertoire von Gertrud Elisabeth Mara, Sophie Löwe und Pauline Viardot gehörte. Außer dem König und Graun sahen auch andere Musiker, wie die Brüder Benda (Georg Anton, Franz und Joseph) und Carl Friedrich Fasch, in Giovanna Astrua die beste Sängerin ihrer Zeit.

Laut Pironti bekam sie in Berlin ein jährliches Gehalt von 6000 Talern, nach aktuelleren Forschungen erhielt sie zwar nicht ganz soviel, aber immerhin in der Saison 1750–1751 die enorme Summe von 4725 Reichstalern. Damit war sie die bestbezahlte Musikerin in Berlin, noch vor dem berühmten Kastraten und primo uomo Felice Salimbeni, der zur selben Zeit 4440 Reichstaler bekam, während der secondo uomo Porporino (Antonio Uberti) 2000, Giovanna Gasparini 1800, und der Tenor Antonio Romani nur 1000 Taler verdienten. Die bisherige Berliner Primadonna Giovanna Gasparini rückte durch das Engagement von Giovanna Astrua auf den zweiten Platz, sang also von da an nur noch Rollen einer seconda donna.

Auch auf der Bühne wurde Astrua mit den prächtigsten Kostümen ausgestattet: so trug sie 1748 in Grauns Cinna in ihrer Rolle als Emilia ein Kostüm, das aus „einem goldenen Oberkleid über reich gesticktem silbernen Unterkleid“ bestand.
1750 durfte sie mit dem Einverständnis Friedrichs II. nach Turin reisen, um bei der Hochzeit des Vittorio Amedeo di Savoia mit der spanischen Infantin Maria Antonia Ferdinanda in der Serenata La vittoria d’Imeneo von Baldassarre Galuppi und in einer Oper von Giaì aufzutreten (siehe unten Repertoire). 1754 reiste die Astrua nach Prag, um vor Kaiserin Maria Theresia zu singen, die sehr freundlich zu ihr gewesen sein soll und sogar darüber hinwegsah, als Kaiser Franz Stephan mit der Sängerin schäkerte und ihr sagte, er wolle ihr „cicisbeo“ sein.
In der Uraufführung von Grauns heute bekanntester Oper Montezuma, am 6. Januar 1755, sang Giovanna Astrua die Partie der Eupaforice, und laut Friedrich II. spielte sie ihre letzte Szene „mit bewundernswertem Pathos“ („L’Astrua a joué la dernière scène avec un pathétique admirable...“). Die letzte Partie, die Graun für sie komponierte, war die Giocasta in I fratelli nemici (UA: 9. Januar 1756).
Danach ging sie wegen gesundheitlicher Probleme zurück nach Italien, mit einer Pension von 1000 Reichstalern im Jahr. Sie starb jedoch nicht lange danach, im Alter von nur 37 Jahren, am 28. Oktober 1757, in ihrer Villa bei Turin an einer Lungenerkrankung.

## Stimme, Gesang, Schauspielkunst
Der Gesangspädagoge Giovanni Battista Mancini beschrieb die Gesangskunst von Giovanna Astrua folgendermaßen:

“[…] ...perché dotata di una voce agilissima, si applicò su questo genere con tale assiduità, che ridusse atta la sua voce a sorpassare qualunque difficoltà: cantò nondimeno a perfezione nel genere sostenuto, il quale fu da essa abbellito e ravvivato con tutti quei mezzi, che suol produrre la sensibilità, il sapore e la delicatezza di un ottimo gusto. […]”

„[…] ...da sie mit einer äußerst agilen Stimme begabt war, widmete sie sich diesem Genre mit solcher Beharrlichkeit, dass ihre Stimme bald in der Lage war, jede Schwierigkeit zu meistern: nichtsdestotrotz sang sie mit Perfektion (auch) im getragenen Genre („genere sostenuto“), das von ihr verschönert und belebt wurde mit all jenen Mitteln, die allein die Sensibilität, das Urteilsvermögen (eigtl. „sapore“) und die Delicatesse eines ausgezeichneten Geschmacks hervorbringen. […]“

Gotthold Ephraim Lessing erlebte die Sängerin in der Berliner Oper und schrieb über sie:

„Astroa, eine vortreffliche Sängerinn, und eben so vortreffliche Actrice, wird wenig Operistinnen ihres gleichen haben. Sie versteht die Musik, sowohl die Melodie, als die Harmonie, gründlich, und ihre natürlich ausnehmend schöne Stimme, welche sie, vermöge ihrer Geschicklichkeit, vollkommen wohl zu brauchen weis, geben ihr den Vorzug vor allen berlinischen Operisten. Sie ist zwar schon etwas bey Jahren, doch, ausser dem theatralischen Geheimnisse, sich, wie ein Phönix, zu verjüngen, besitzt sie auch die Kunst, ihrer ansehnlichen Gesichtsbildung, durch ihre bald majestätischen, bald zärtlichen Geberden und Stellungen, einen besondern Werth beyzulegen. Sie hat allemal unter dem Frauenzimmer die Hauptrollen, als z. E. die Person der Rodelinde, der Iphigenia, der Angelica etc. Einen kleinen Fehler müssen wir an ihr erinnern. Es ist ihr nicht gegeben, lange ernsthaft zu seyn. So oft sie einmal ausgesungen hat, kehrt sie sich um, und unterhält sich mit ihrer lustigen Gesellschaft. Sie kann sich aber doch zur Zeit der Noth zwingen.“

## Rollen für Astrua (Auswahl)
Die folgende Liste enthält nur Rollen, die ausdrücklich für Giovanna Astrua komponiert wurden; einige Opern von Hasse, die sie vor allem in Neapel gesungen hat, sind daher hier nicht aufgeführt. Die Liste ist nicht vollständig.
- Servilia in La clemenza di Tito von Giuseppe Arena (26. Dezember 1738; Turin, Teatro Regio); neben Francesca Cuzzoni, Gioacchino Conti (Gizziello) und Francesco Tolve[23]
- Arpalice in Il Ciro riconosciuto von Leonardo Leo (Karneval 1739; Turin, Teatro Regio); neben Gioacchino Conti (Gizziello), Santa Santini und Francesco Tolve[24]
- Fulvia in Ezio von Domenico Natale Sarro (4. November 1741; Neapel, Teatro San Carlo); mit Caffarelli[25]
- Titelpartie in L’Andromaca von Leonardo Leo (4. November 1742; Neapel, Teatro San Carlo); mit Caffarelli[26]
- Giulia in Alessandro nell’Indie von Domenico Natale Sarro (20. Januar 1743; Neapel, Teatro San Carlo); mit Caffarelli[27]
- Mandane in Artaserse von Leonardo Vinci (4. November 1743; Neapel, Teatro San Carlo); mit Caffarelli[28]
- Scitalce in Semiramide riconosciuta von Johann Adolph Hasse (4. November 1744; Neapel, Teatro San Carlo); mit Caffarelli als Semiramide (!?)[29]
- Achille in Achille in Sciro von Gennaro Manna (20. Januar 1745; Neapel, Teatro San Carlo); mit Caffarelli[30]
- Pallade in L’impero dell’universo diviso con Giove von Gennaro Manna (3. August 1745; Neapel, Teatro San Carlo); mit Caffarelli[31]
- Berenice in Lucio Vero von Gennaro Manna (19. Dezember 1745; Neapel, Teatro San Carlo); mit Caffarelli und Annibale Pio Fabbri[32]
- Titelrolle in Ipermestra (2. rev. Fassung) von Johann Adolph Hasse (20. Januar 1746; Neapel, Teatro San Carlo); mit Caffarelli und Annibale Pio Fabbri[33]
- Arianna in Arianna e Teseo von Giuseppe de Majo (20. Januar 1747; Neapel, Teatro San Carlo); mit Caffarelli und Annibale Pio Fabbri[34]
- Emilia in Cinna von Carl Heinrich Graun (1. Januar 1748; Berlin); mit Felice Salimbeni[35]
- Angelica in Angelica e Medoro von Carl Heinrich Graun (27. März 1749; Berlin); mit Felice Salimbeni[36]
- Libia in Fetonte von Carl Heinrich Graun (29. März 1750; Berlin); mit Felice Salimbeni[37]
- Urania in La vittoria d’Imeneo von Baldassare Galuppi (7. Juni 1750, Turin, Teatro Regio); mit Caffarelli und Anton Raaff[38]
- Pallade in Fetonte sulle rive del Po von Giovanni Antonio Giaì (1750, Turin, Palazzo des Emanuello de Sada e Antillon); mit Caffarelli[39]
- Monimia in Mitridate von Carl Heinrich Graun (18. Dezember 1750; Berlin)[40]
- Agrippina in Britannico von Carl Heinrich Graun (17. Dezember 1751; Berlin)[41]
- Euridice in Orfeo von Carl Heinrich Graun (27. März 1752; Berlin)[42]
- Titelpartie in Silla von Carl Heinrich Graun (27. März 1753; Berlin); mit Porporino (Anton Hubert)[43]
- Titelrolle in Cleofide von Johann Friedrich Agricola (Karneval 1754; Berlin)[44]
- Titelpartie in Semiramide von Carl Heinrich Graun (27. März 1754; Berlin)[45]
- Eupaforice in Montezuma von Carl Heinrich Graun (Karneval 1755; Berlin)[46]
- Fulvia in Ezio von Carl Heinrich Graun (16. März 1755; Berlin)[47]
- Giocasta in I fratelli nemici von Carl Heinrich Graun (9. Januar 1756; Berlin)[48]

## CD-Einspielungen
Aufnahmen mit für Giovanna Astrua komponierter Musik sind bisher rar, da das entsprechende Repertoire heute so gut wie vergessen ist. Die für ihre virtuose Koloraturtechnik berühmte russische Sopranistin Julia Lezhneva brachte 2017 eine CD mit Arien aus Opern von Carl Heinrich Graun heraus (mit Concerto Köln bei Decca), auf der auch mehrere ursprünglich von der Astrua gesungene Stücke zu hören sind (aus L’Orfeo, Britannico, Coriolano, Armida). Die Bravourarie „Mi paventi il figlio indegno“ aus Britannico wurde auch von Ann Hallenberg auf ihrer CD Agrippina (2015, harmonia mundi) eingesungen.

## Trivia
Am 11. Dezember 2018 wurde in Turin eine Fußgängerzone zwischen der via Cimarosa und der via Tollegno eröffnet, die nach der Sängerin Giovanna Astrua benannt ist.